# Artëm Nyč
Artëm Jur'evič Nyč (in russo Артём Юрьевич Ныч?; Kemerovo, 21 marzo 1995) è un ciclista su strada russo che corre per il team Anicolor-Tien 21; è professionista dal 2015.

## Palmarès

### Strada
- 2015 (RusVelo, una vittoria)

Campionati russi, Prova in linea Under-23
- 2016 (RusVelo, una vittoria)

Campionati russi, Prova in linea Under-23
- 2021 (Gazprom-RusVelo, una vittoria)

Campionati russi, Prova in linea
- 2023 (Glassdrive-Q8-Anicolor, una vittoria)

Classifica generale GP Beiras e Serra da Estrela
- 2024 (Sabgal-Anicolor, cinque vittorie)

1ª tappa GP Beiras e Serra da Estrela (Trancoso > Mêda)
Classifica generale GP Beiras e Serra da Estrela
6ª tappa Volta a Portugal (Braganza > Boticas)
10ª tappa Volta a Portugal (Viseu > Viseu, cronometro)
Classifica generale Volta a Portugal
- 2025 (Anicolor-Tien 21, una vittoria)

Classifica generale Volta a Portugal

#### Altri successi
- 2014 (Russian Helicopters)

Classifica giovani Tour of Szeklerland
- 2024 (Sabgal-Anicolor)

1ª tappa Grande Prémio Abimota (Proença-a-Nova > Caramulo)
Classifica generale Grande Prémio Abimota

## Piazzamenti

### Classiche monumento
- Milano-Sanremo

2018: 72º
- Giro di Lombardia

2016: ritirato
2017: 91º
2019: ritirato
2020: 75º

### Competizioni mondiali
- Campionati del mondo

Limburgo 2012 - Cronometro Junior: 63º
Limburgo 2012 - In linea Junior: 93º
Toscana 2013 - Cronometro Junior: 33º
Toscana 2013 - In linea Junior: 8º
Ponferrada 2014 - In linea Under-23: 23º
Richmond 2015 - In linea Under-23: 68º
Doha 2016 - Cronometro Under-23: 29º
Bergen 2017 - In linea Under-23: 37º
Fiandre 2021 - In linea Elite: 40º

### Competizioni europee
- Campionati europei

Goes 2012 - Cronometro Junior: 16º
Goes 2012 - In linea Junior: ritirato
Zlín 2013 - In linea Junior: 11º
Nyon 2014 - In linea Under-23: 81º
Plumelec 2016 - Cronometro Under-23: 8º
Plumelec 2016 - In linea Under-23: 54º
Plouay 2020 - Cronometro Elite: 13º
Plouay 2020 - In linea Elite: 39º
Trento 2021 - Cronometro Elite: 19º
Trento 2021 - In linea Elite: ritirato
- Giochi europei

Minsk 2019 - In linea Elite: 62º
Minsk 2019 - Cronometro Elite: 12º